# Efekt Lucyfera
Efekt Lucyfera – termin wprowadzony przez Philipa Zimbardo. Określa on przemianę charakteru człowieka z dobrego na zły jedynie z powodu środowiska, w jakim dana osoba się znajduje. Używa się również określenia „przemiana z anioła w diabła”.
Jako przykład występowania efektu Lucyfera przytacza się sławny eksperyment więzienny przeprowadzony przez samego Zimbarda. Źródłem terminu „efekt Lucyfera” jest taki właśnie tytuł książki psychologa, w której autor podaje jako prawidłowość, że każdy człowiek w odpowiednich dla takiego zachowania warunkach może przeobrazić się w oprawcę albo w bezwolną ofiarę bezprawnych represji, a nawet tortur. Jako ilustrację tezy, według której w sprzyjających warunkach może dojść do przemiany zasadniczo normalnych ludzi w pełnych wyrafinowanego okrucieństwa oprawców przy milczącej aprobacie ich przełożonych wszystkich szczebli, podaje Zimbardo w swojej książce postępowanie amerykańskich żołnierzy znęcających się nad osadzonymi Irakijczykami w więzieniu Abu Ghraib pod Bagdadem.